# Stephen Sauvestre
Stephen Sauvestre (Bonnétable, Sarthe, 26 de diciembre de 1847-París, 18 de junio de 1919) fue un arquitecto francés. Es conocido por contribuir al diseño estético de la famosa Torre Eiffel, construida para la Exposición Universal de 1889 en París, Francia.

## Biografía
Su padre, Charles Sauvestre, era escritor, activista socialista, y profesor; y su madre era ama de casa. Se graduó con honores en la École Spéciale d'Architecture en 1868. Murió en 1919.

## Carrera

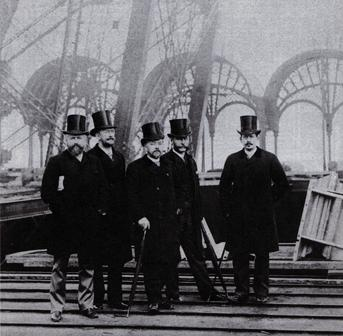
El equipo de proyecto de la Torre Eiffel. Stephen Sauvestre a la izquierda, y Gustave Eiffel en el centro.

Contribuyó al diseño de la Torre Eiffel, añadiendo los arcos decorativos a la base, un pabellón de cristal al primer nivel y la cúpula de la parte superior. También escogió el color de la torre. Recibió el apoyo de Gustave Eiffel, quien compró todos los derechos de la patente del diseño que había registrado inicialmente con Maurice Koechlin y Émile Nouguier. También fue el director del departamento de Arquitectura de la Compagnie des Etablissements Eiffel

## Proyectos notables
- 1878: Pabellón Gasista, Expo, París
- 1879: Escuela Nacional de Química Mulhouse, Avenida Kennedy, Mulhouse
- 1876: Hotel Seyrig en París
- 1881: Casa 61 Rue Ampere
- 1884: Maison d'Albert Menier[7]
- 1884: Hotel Beranger[8]
- 1887-1889: Torre Eiffel
- 1889: Galería de las Máquinas
- 1900-1902: Chateaux[9][10]
- 1905-1908: Ancienne usine Menier[11]
- 1906: Fábrica de Chocolate Menier[12]

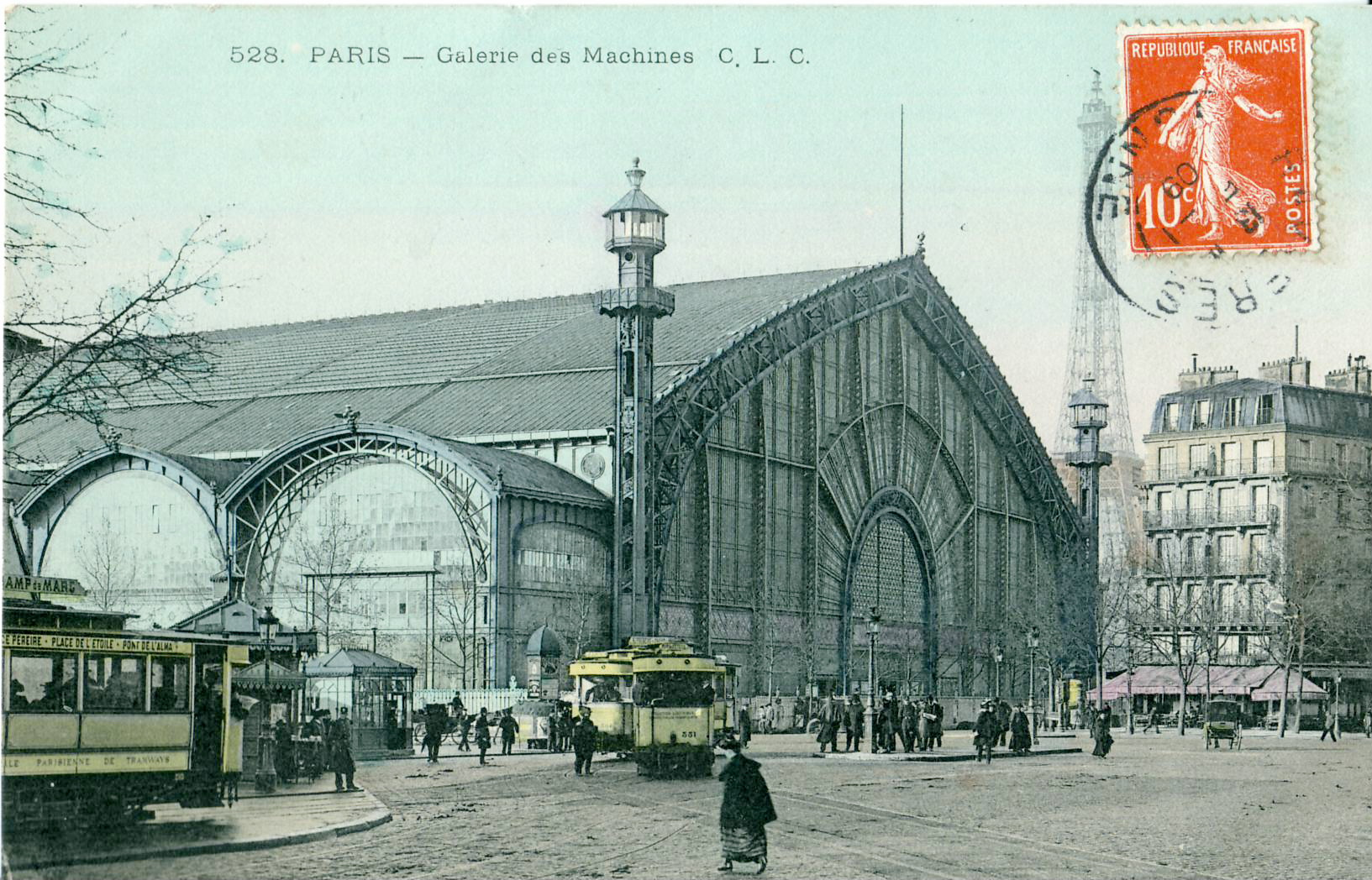
Galería de las Máquinas
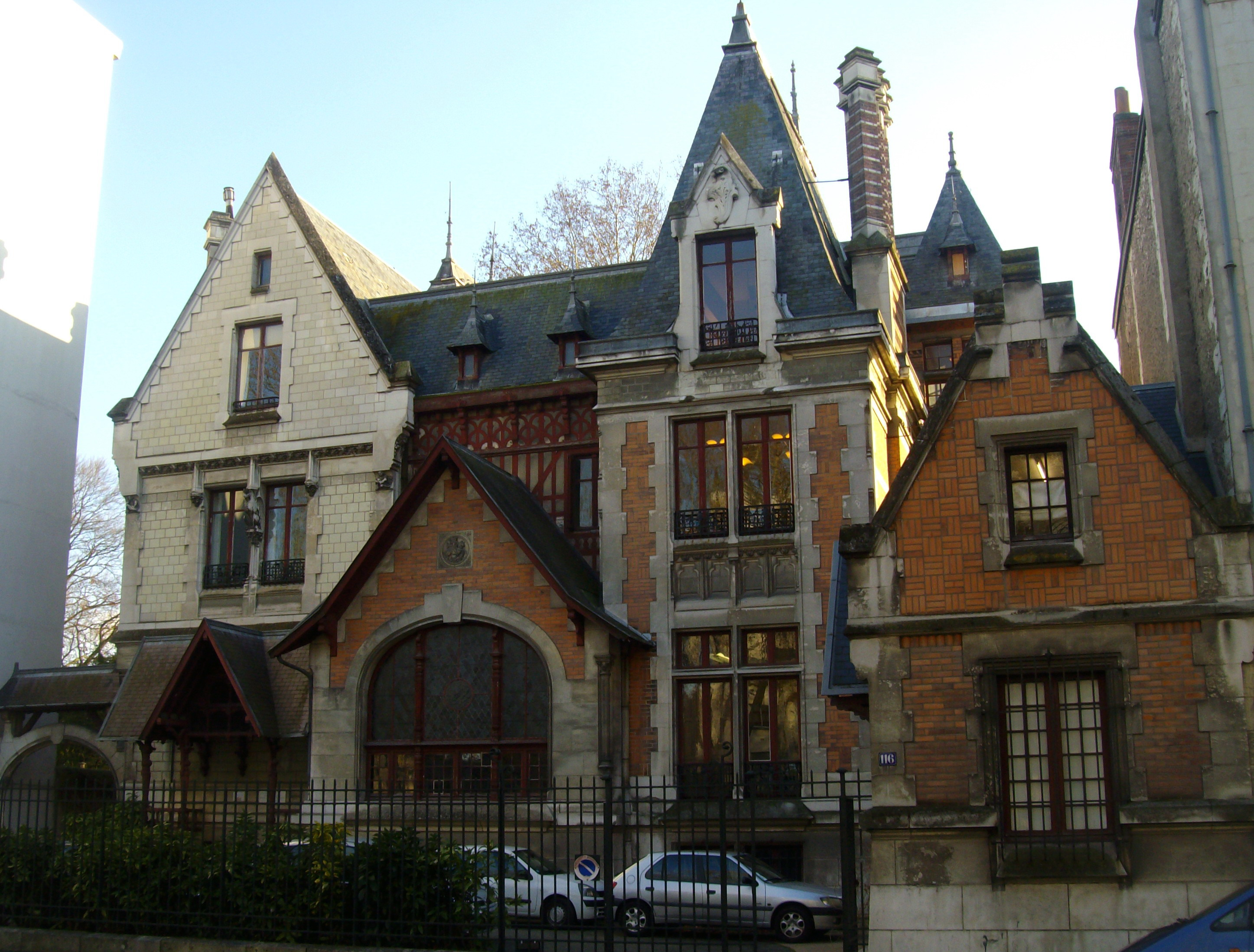
Hotel Beranger